# آزادی (فیلم ۲۰۰۱)
آزادی (اسپانیایی: La libertad‎) یک فیلم درام آرژانتینی به کارگردانی لیساندرو آلونسو است که در سال ۲۰۰۱ منتشر شد.